# 朴海英 (編劇)
朴海英（韓語：박해영），韓國電視劇編劇。

## 作品

### 電視劇
- 2003年：KBS《媽媽向前衝（朝鲜语：달려라_울엄마）》
- 2004年：KBS《老處女日記（朝鲜语：올드_미스_다이어리）》
- 2006年：MBC《90天，相愛的時間》
- 2011年：JTBC《住在清潭洞》
- 2016年：tvN《又，吳海英》
- 2018年：tvN《我的大叔》
- 2022年：JTBC《我的出走日記》

### 電影
- 2006年：《老處女日記（朝鲜语：올드미스 다이어리 극장판）》
- 2012年：《兩場婚禮一場葬禮（朝鲜语：두 번의 결혼식과 한 번의 장례식）》

## 獎項
| 年份   | 頒獎典禮           | 獎項           | 作品         | 結果 |
| ------ | ------------------ | -------------- | ------------ | ---- |
| 2017年 | 第53屆百想藝術大賞 | 電視部門劇本賞 | 又，吳海英   | 提名 |
| 2019年 | 第55屆百想藝術大賞 | 電視部門劇本賞 | 我的大叔     | 獲獎 |
| 2023年 | 第59屆百想藝術大賞 | 電視部門劇本賞 | 我的出走日記 | 獲獎 |

## 外部連結
- NAVER搜索